# Вальдес, Ричи
Ричи Вальдес (англ. Rechie Valdez; род. 1980, Замбия) — канадский политик, член Либеральной партии. Министр по делам женщин и гендерного равенства (с 2025).

## Биография
Родилась и провела детство в Замбии, иммигрировала в Канаду вместе с родителями в 1989 году. Занималась предпринимательством — владела собственной пекарней, стала соучредителем линии национальной филиппинской выпечки. Также получила опыт работы в банковской сфере, занималась защитой прав женщин-предпринимательниц. В 2021 году избрана в Палату общин Канады от округа Миссисога-Стритсвилл, став первым в истории Канады парламентарием филиппинского происхождения.
26 июля 2023 года в ходе серии кадровых перемещений в правительстве Трюдо назначена министром малого предпринимательства.
14 марта 2025 года при формировании правительства Карни назначена главным парламентским организатором правительства.
13 мая 2025 года премьер-министр Марк Карни произвёл по итогам парламентских выборов масштабные перестановки в Кабинете, в результате которых Ричи Вальдес получила портфель министра по делам женщин и гендерного равенства, а также назначена государственным секретарём по делам малого предпринимательства и туризма.